# Коман
Коман (рум. Coman) — село у повіті Бакеу в Румунії. Входить до складу комуни Сендулень.
Село розташоване на відстані 232 км на північ від Бухареста, 16 км на південний захід від Бакеу, 98 км на південний захід від Ясс, 127 км на північний схід від Брашова.

## Населення
За даними перепису населення 2002 року у селі проживали 1028 осіб, усі — румуни. Усі жителі села рідною мовою назвали румунську.